# Kaolinit
Kaolinit eller kaolin, med den kemiska sammansättningen  Al2Si2O5(OH)4, är ett monoklint, vattenhaltigt lermineral. Det är ett skiktat silikatmineral, med ett tetraedriskt ark av kiseldioxid (SiO4) kopplat genom syreatomer till ett oktaedriskt ark av aluminiumoxid (AlO6). Ofta återfinns stora mängder av mineralen på varje fyndplats. I Sverige förekommer kaolinit bland annat på Ivö i Skåne. Det kemiskt bundna vattnet i kaolin avges först vid temperaturer över 400 °C.
Kaolinit är ett mjukt, jordigt, vanligtvis vitt, mineral (dioktaedrisk fyllosilikatlera), framställt av kemisk vittring av aluminiumsilikatmineraler som fältspat. Den har låg krymp-svällningskapacitet och låg katjonbytarkapacitet (1–15 mekv/100 g).
Berg som är rikt på kaolinit och halloysit är kända som kaolin eller porslinslera.
 I många delar av världen färgas kaolin rosa-orange-rött av järnoxid, vilket ger det en distinkt rostton. Lägre koncentrationer av järnoxid ger de vita, gula eller ljusorange färgerna av kaolin. Omväxlande ljusare och mörkare lager finns ibland, som i Providence Canyon State Park i Georgia, USA.
Kaolin är en viktig råvara i många industrier och applikationer. Kommersiella kvaliteter av kaolin levereras och transporteras som pulver, klumpar, halvtorkade nudlar eller slurry. Den globala produktionen av kaolin 2021 uppskattades till 45 miljoner ton med ett totalt marknadsvärde på 4,24 miljarder USD.

## Förekomst

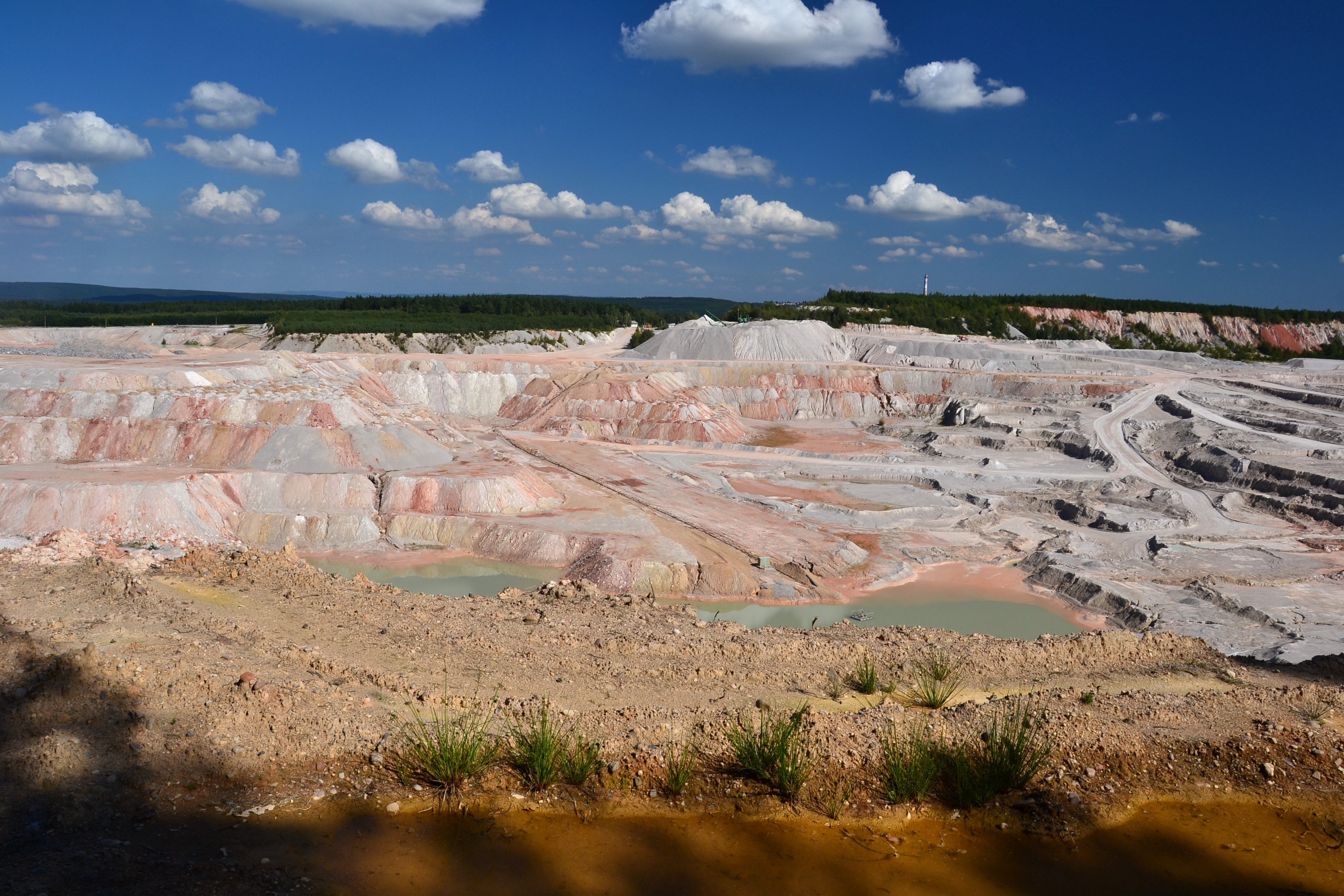
Kaolinbrott i Tjeckien

Kaolinit är ett av de vanligaste mineralerna. Det bryts, som kaolin, i Australien, Brasilien, Bulgarien, Kina, Tjeckien, Frankrike, Tyskland, Indien, Iran, Malaysia, Sydafrika, Sydkorea, Spanien, Sverige, Tanzania, Thailand, Storbritannien, USA och Vietnam.
Mantlar av kaolinit är vanliga i västra och norra Europa. Åldrarna för dessa mantlar är mesozoiska till tidig kenozoikum.
Kaolinitlera förekommer i överflöd i jordar som har bildats genom kemisk vittring av berg i varma, fuktiga klimat; till exempel i tropiska regnskogsområden. Jämför man jordar längs en gradient mot progressivt svalare eller torrare klimat, minskar andelen kaolinit, medan andelen andra lermineraler som illit (i kallare klimat) eller smektit (i torrare klimat) ökar. Sådana klimatrelaterade skillnader i lermineralinnehåll används ofta för att sluta sig till förändringar i klimatet i det geologiska förflutna, där forntida jordar har begravts och bevarats.

## Användning
Under 2009 användes upp till 70 procent av kaolin vid tillverkning av papper. Efter minskad efterfrågan från pappersindustrin, till följd av både konkurrerande mineraler och effekten av digitala medier, rapporterades marknadsandelen 2016 vara: papper, 36 procent; keramik, 31 procent; färg, 7 procent och övrigt, 26 procent. Enligt USGS uppskattades den globala produktionen av kaolin 2021 till cirka 45 miljoner ton.

## Hälsorisk
Kaolin är allmänt erkänt som säkert, men kan orsaka mild irritation av hud eller slemhinnor. Kaolinprodukter kan också innehålla spår av kristallin kiseldioxid, ett känt cancerframkallande ämne vid inandning.
I USA har Occupational Safety and Health Administration (OSHA) satt den lagliga gränsen (tillåten exponeringsgräns) för kaolinexponering på arbetsplatsen till 15 mg/m3 total exponering och 5 mg/m3 andningsexponering under en 8-timmars arbetsdag. National Institute for Occupational Safety and Health (NIOSH) har satt ett rekommenderat exponeringsgränsvärde (REL) på 10 mg/m3 total exponering TWA 5 mg/m3 andningsexponering under en 8-timmars arbetsdag.